# Manno Guzmán
Manno Guzmán (Caleruega, 1170 circa – Caleruega, 1235 circa) è stato un presbitero spagnolo dell'Ordine dei frati predicatori, fratello e collaboratore di san Domenico. Il suo culto come beato è stato confermato da papa Gregorio XVI nel 1834.

## Biografia
Manés (più noto come Mannes, italianizzato in Manno) era figlio della beata Giovanna d'Aza e fratello di san Domenico. Era già sacerdote quando abbracciò la vita religiosa nell'ordine fondato dal fratello: nel 1217 fu inviato presso l'università di Parigi e nel 1218 fondò il convento di San Giacomo; l'anno seguente fondò il monastero femminile di Madrid, di cui rimase direttore almeno fino al 1221.
Poco dopo la canonizzazione del fratello, presenziò a Caleruega all'erezione di una cappella dedicata al nuovo santo.

## Il culto
Fu sepolto nella chiesa del monastero cistercense di San Pedro a Gumiel de Izán e la sua tomba divenne presto meta di pellegrinaggio.
Papa Gregorio XVI, con decreto del 2 giugno 1834, ne confermò il culto con il titolo di beato.
Il suo elogio si legge nel martirologio romano al 30 luglio.